# Ilha Tong
Tong é uma ilha da Papua-Nova Guiné, que fica a leste de Manus, no Mar de Bismarck. Ela faz parte das Ilhas do Almirantado, no Arquipélago de Bismarck. É administrativamente parte do distrito de Manus, na província homônima da Região das Ilhas.